# 方天画戟
方天画戟（ほうてんがげき）は、中国の武器。戟の一つ。西洋ではハルバードに比定される。
方天戟の一種で、柄に対して水平方向に取り付けられている三日月状の「月牙」と呼ばれる横刃が、1枚付いている。
月牙が1枚だけ設けられた方天戟を「青龍戟（せいりゅうげき）」「単戟（たんげき）」もしくは「戟刀（げきとう）」と呼ぶが、その中でも特に後述の呂布が愛用した戟は「方天画戟（ほうてんがげき）」または「双戟（そうげき）」と呼ばれた。
なお、武器の分類上、月牙を水平方向に2枚取り付けた戟を方天画戟としているものもある。
小説『三国志演義』では、呂布が改良して用いた方天戟を「方天画戟」として描いているが、正史には登場しない（そもそも原型の方天戟共々、宋朝以降に造られた武器であり、3世紀には存在しない）。また、小説『水滸伝』では呂布に傾倒した呂方をはじめ多数の人物の武器として登場する。
方天画戟には「援」「胡」「内」「搪」といった４種類の用法があり、「援」は払う・薙ぐ・回すと謂った槍と同じ要領、「胡」は側面で叩く用法、「内」は掛ける・捩じ込む・翻すと謂った回転を加える用法、「搪」は貫く・突上げると謂った用法で、攻防一体の武器であった。